# هيكلية الشركات
معمارية الشركات أو البنية المؤسسية هو تطبيق مجرد لما سوف يكون عليه النظام الداخلي للشركة. وهو تنظيم أو إعادة تنظيم كامل ومثالي للشكل الادارى للشركات ويتضمن الموارد البشرية ونظم المعلومات مجمعة ومرتبطة مع الأنظمة الأخرى للشركة.
معمارية الشركات مطبق بدرجة كبيرة في الولايات المتحدة وأوروبا ودول أخرى ومع أن هذا النظام جديد في الدول النامية والعربية بصفة خاصة ولكنه متواجد وبدأ تطبيقه في عدة دول ومنها دول الخليج وجمهورية مصر العربية حيث يوجد عدة شركات معلومات تتبنى تطبيق هذا النظام باللغة العربية بجانب أنظمة جديدة أخرى.

## مقدمة
تتضمن بنية المؤسسة عدة ممارسات تبدأ بعملية التحليل والتخطيط والتصميم والتنفيذ في النهاية وذلك من أجل تحقيق الأهداف الاستراتيجية بنجاح. تهدف أعمال البنية المؤسسية إلى تحقيق المواءمة بين الخطة الاستراتيجية للأعمال والخطة الاستراتيجية لتكنولوجيا المعلومات، مما يوفر وجهة نظر استراتيجية لمشاريع تكنولوجيا المعلومات ويسمح للمؤسسة بالتكيف مع التقنيات سريعة التغير والبيئات التنافسية. فهو يجمع بين مبادئ وممارسات مختلف التخصصات بما في ذلك هندسة النظم، وإدارة المعلومات، وإدارة التغيير، والتخطيط الاستراتيجي.

## التاريخ
ظهر مفهوم البنية المؤسسية في ستينيات القرن العشرين، لكنه لم يكتسب المزيد من الاعتراف الرسمي إلا في أواخر الثمانينيات وأوائل التسعينيات. من بين الرواد الأوائل في هذا المجال جون زاكمان، الذي قدم إطار عمل زاكمان، والذي يعتبر على نطاق واسع الأساس لهذا التخصص. على مر السنين، تطورت البنية المؤسسية استجابة لاتجاهات الأعمال والتكنولوجيا، مثل الحوسبة السحابية والبيانات الضخمة والتحول الرقمي.

## إطارات عمل البنية المؤسسية
هناك العديد من الأطر التي توجه ممارسة بنية المؤسسة، ومنها:
- إطار عمل زاكمان (بالإنجليزية: Zachman)‏
- إطار عمل بنية المجموعة المفتوحة (بالإنجليزية: TOGAF)‏
- إطار عمل بنية المؤسسات الفيدرالية (بالإنجليزية: FEA)‏
- إطار عمل الهندسة المعمارية لوزارة الدفاع (بالإنجليزية: DoDAF)‏
- إطار عمل اركيميت (بالإنجليزية: ArchiMate)‏

## الايجابيات
تشمل الفوائد الأساسية لـ البنية المؤسسية ما يلي:
- تحسين حوكمة تكنولوجيا المعلومات.
- تعزيز توافق تكنولوجيا المعلومات مع أهداف العمل.
- زيادة انسيابية الأعمال والاستجابة للتغيرات.
- خفض التكلفة من خلال عمليات مبسطة ومحسنة.
- إدارة أفضل للمخاطر.